# Hrabstwo Mineral (Montana)
Hrabstwo Mineral (ang. Mineral County) – hrabstwo w stanie Montana w Stanach Zjednoczonych. Obszar całkowity hrabstwa obejmuje powierzchnię 1223,38 mil² (3168,54 km²). Według szacunków United States Census Bureau w roku 2009 miało 3833 mieszkańców. Jego siedzibą jest Superior.
Hrabstwo powstało w 1914 roku.

## Miasta
- Alberton
- Superior

## CDP
- De Borgia
- Riverbend
- St. Regis